# Flexamia grammicus
Flexamia grammicus är en insektsart som beskrevs av Ball 1900. Flexamia grammicus ingår i släktet Flexamia och familjen dvärgstritar. Inga underarter finns listade i Catalogue of Life.